# Eddie Gottlieb
Edward Gottlieb (nacido Isadore Gottlieb, Kiev, 15 de septiembre de 1898-Filadelfia, 7 de diciembre de 1979) fue un pionero en la historia del baloncesto estadounidense, desempeñando un papel crucial en la fundación de la NBA. Nacido en Kiev durante el Imperio ruso y emigrado a Filadelfia, destacó como fundador, entrenador y propietario de los Philadelphia Warriors, y contribuyó significativamente al desarrollo del baloncesto profesional. Fue reconocido en el Basketball Hall of Fame por sus innovadoras técnicas estadísticas y gestión deportiva.

## Biografía
Gottlieb nació en el seno de una familia judía, emigró a Filadelfia a los dos años de edad.

### Philadelphia SPHAS
En 1917 fundó un equipo de baloncesto que representaba al Centro Comunitario Judío de Filadelfia, y en los años siguientes el equipo recibió el patrocinio de la Asociación Hebrea del Sur de Filadelfia (SPHA en inglés). En ese momento, el grupo cambió su nombre a Philadelphia Sphas. En 1925, el equipo participó en la "Eastern League" profesional, y un año después se trasladó a la ABL (American Basketball League), que entonces era la liga de baloncesto más grande de los Estados Unidos. En 1933, Gottlieb se nombró a sí mismo entrenador de los Spas y los llevó a ganar 7 campeonatos de la liga ABL durante sus 13 temporadas en el puesto. Durante todo el período destacaron en el equipo los jugadores Harry Litvak, Ozzie Shechtman y George Sansky. En 1946 Gottlieb dejó de entrenar al equipo y en 1950 vendió el club.

### Philadelphia Warriors y la BAA/NBA
En 1946, Pat Tyrrell, propietario de los Philadelphia Warriors contrató a Eddie Gottlieb como entrenador y gerente general de los Philadelphia Warriors, que fueron ganadores de la temporada inaugural de la Basketball Association of America (BAA).
En verano de 1949 se funda la NBA tras haber integrado varios equipos de la NBL y finalmente fusionarse con ella.
En 1952, cuando todavía era entrenador del equipo, Gottlieb compró el club Warriors por unos 25.000 dólares. 
Con este equipo consiguió ganar el campeonato de la NBA en la temporada 1955-56. En ese momento el entrenador era George Senesky, ocupándose Gottlieb de la gestión del equipo.
En marzo de 1959 selecciona en el Draft a Wilt Chamberlain, quien se convierte en el máximo anotador en la temporada 59-60. El 2 de marzo de 1962 anotó 100 puntos ante New York Knicks en Hershey, Pensilvania. Esa temporada fue finalista de la NBA, cayendo frente a los Boston Celtics.
En 1962, Franklin Mieuli junto con otros 32 inversores locales, formó parte de una joint venture dirigida por Diners Club, que compró los Philadelphia Warriors de Eddie Gottlieb por $850,000 y trasladó el equipo al Área de la Bahía después de la temporada 1961–62 de la NBA.
Tras dejar los Warriors y durante 25 años, Gottlieb fue el presidente del comité de reglas de la NBA. "Fui responsable de más cambios en la Constitución que cualquier otra persona", dijo Gottlieb en sus últimos años. Asimismo, Gottlieb fue el responsable exclusivo de determinar el calendario de partidos de cada temporada, cargo que ocupó hasta la temporada 1978/1979 , en la que la liga comenzó a utilizar un software dedicado.

### Galardones y reconocimientos
En 1972, Gottlieb fue incluido en el Salón de la Fama del Baloncesto en Springfield, Massachusetts.

### Fallecimiento
Gottlieb falleció en Filadelfia, la ciudad en la que transcurrió casi toda su vida, sin descendencia, el 7 de diciembre de 1979.

## Contribuciones y legado
Gottlieb fue conocido como "Mr. Basketball" por su influencia en el deporte.
El nombre del trofeo al Rookie del Año de la NBA llevó su nombre hasta 2022.
Gottlieb, más allá de su papel en la NBA, tuvo un impacto significativo en otros ámbitos. Su capacidad para organizar y promocionar eventos deportivos contribuyó a su reconocimiento en Filadelfia y otras áreas. También jugó un papel importante en la inclusión de la comunidad judía en el deporte estadounidense, utilizando el baloncesto como plataforma para la interacción social y cultural. Encuentros con figuras como Khrushchev y el Papa evidencian su alcance e influencia en ámbitos más amplios que el deporte.
Gottlieb también fue un coleccionista apasionado, conservando una gran cantidad de memorabilia deportiva que incluía programas, fotografías y libros de baloncesto que datan de principios del siglo XX. 
Eddie Gottlieb será recordado no solo por su impacto en el baloncesto profesional, sino también por su enfoque único en la promoción del deporte y su compromiso con el juego y sus jugadores. Su estilo de negociación y promoción, especialmente en casos como la contratación de Joe Fulks, demostró su habilidad para adaptarse y prosperar en un mundo deportivo en constante evolución.